# ディライトワークス
ディライトワークス株式会社（英: DELiGHTWORKS Inc.）は、投資・飲食・リゾート事業を主な事業とする日本の企業。

## 歴史
2014年1月、スクウェア・エニックス出身の庄司顕仁によって設立される。庄司はスクウェア・エニックス（当初はスクウェア）に15年間在籍し、品質管理部門の責任者やアーケード部門の立ち上げ、グループ会社のタイトーの事業本部長などを務めた。設立当初は庄司1人だけの会社だったが、従業員数は2014年中に30名ほど、2018年7月時点では380名にまで膨らんだ。
2015年7月、開発を担当したiOS/Android用ゲーム『Fate/Grand Order』（配信元：アニプレックス）が配信開始。2016年10月、企画・開発を担当したiOS/Android用ゲーム『バンドやろうぜ!』（配信元：アニプレックス）が配信開始（2019年3月にサービス終了）。
2019年3月、インディーゲームの開発支援およびパブリッシングを行うレーベル「ディライトワークス インディーズ」の立ち上げを発表。同年7月にNintendo Switchで発売されたAREA35開発の『タイニーメタル 虚構の帝国』が同レーベルの第1弾タイトルとなった。
モバイルを中心としたビデオゲーム以外にも、2018年に第1弾が発売された『FGO』をモチーフにしたボードゲーム『Fate/Grand Order Duel』を皮切りにアナログゲームの開発、発売も展開している。
2016年8月、ゲーム開発を行う株式会社ミラクルポジティブの全株式を取得し、完全子会社とする。2018年11月、開発体制の強化を目的とし、6つの制作部門を新設する組織改編を発表した。2019年1月、Aimingと資本業務提携を結び、新作スマートフォン用ゲームの共同開発を模索していたが、2020年7月に提携解消を発表した。
2021年12月15日、アニプレックスにゲーム事業を譲渡する契約を締結したと発表した。ゲーム事業を新設分割した新会社「株式会社ラセングル」に承継させた上で、2022年春にアニプレックスがラセングルの全株式を取得するスキームをとり、ディライトワークスはゲーム事業以外で事業を継続するとした。
2022年2月1日、アニプレックスとの株式譲渡契約に基づきゲーム事業をラセングルへ承継。

## 作品

### OVA
| 発売年 | タイトル            | 制作スタジオ | 備考 |
| ------ | ------------------- | ------------ | ---- |
| 2021年 | Fate/Grand Carnival | Lerche       | 製作 |

## スポーツ事業

### ゴルフ
2018年12月、アスリートを支援する「Athlete Support Program」の取り組みの第一弾として、プロゴルファーが所属する「Team DELiGHTWORKS」の立ち上げと、翌年よりAbemaTVツアーの一戦として行われるプロゴルフトーナメントの主催を発表した。2023年には次世代のプロゴルファーを発掘する目的でミニツアーを発足。初年度は年間5戦で、各大会の成績に応じてポイントを付与し、最終戦終了時点での合計獲得ポイント上位者5名には、同社が特別協賛するABEMAツアー最終戦「JGTOファイナル」への出場権が与えられる。

#### AbemaTVツアー協賛
- ディライトワークスASPチャレンジ（2019年）
- ディライトワークスチャレンジ（2020年）
- ディライトワークスJGTOファイナル（2021年 - ）

#### サポート選手
- 池村寛世
- 幡地隆寛
- 丹萌乃
- 桑山紗月
- 池村晃稀
- 大野倖
- 佐久間夏美

#### スポンサー契約
- 諸藤将次
- 高野碧輝
- 佐久間綾女
- 星野杏奈
- 出口慎一郎（キャディ）

### モータースポーツ
2025年からレーシングドライバーの挑戦と達成、成長の場を作り、日本から世界に挑戦するレーシングドライバーを輩出することを目的とした「DELiGHT WORKS RACING」を発足し、前年まで全日本スーパーフォーミュラ・ライツ選手権に参戦した戸田レーシングのメンテナンス体制の元に参戦する事を発表。また、全日本スーパーフォーミュラ選手権に参戦するTEAM MUGENとそれを運営する日本レースプロモーション（JRP）ともパートナーシップを結んだ。

#### 所属ドライバー
- 荒尾創大
- 三井優介
- 岩澤優吾

#### 全日本スーパーフォーミュラライツ選手権
| 年     | No. | ドライバー | 1       | 2        | 3       | 4        | 5        | 6       | 7        | 8     | 9     | 10    | 11    | 12    | 13    | 14    | 15    | 16    | 17    | 18    | 順位 | ポイント |
| ------ | --- | ---------- | ------- | -------- | ------- | -------- | -------- | ------- | -------- | ----- | ----- | ----- | ----- | ----- | ----- | ----- | ----- | ----- | ----- | ----- | ---- | -------- |
| 2025年 | 2   | 荒尾創大   | SUZ 1 8 | SUZ 2 11 | SUZ 3 7 |          |          |         |          |       |       |       |       |       |       |       |       |       |       |       | NC*  | 0*       |
| 2025年 | 2   | 岩澤優吾   |         |          |         | AUT 1 10 | AUT 2 14 | AUT 3 C | OKA 1 10 | OKA 2 | OKA 3 | SUG 1 | SUG 2 | SUG 3 | FSW 1 | FSW 2 | FSW 3 | MOT 1 | MOT 2 | MOT 3 | NC*  | 0*       |
| 2025年 | 3   | 三井優介   | SUZ 1 5 | SUZ 2 7  | SUZ 3 6 | AUT 1 7  | AUT 2 6  | AUT 3 C | OKA 1 6  | OKA 2 | OKA 3 | SUG 1 | SUG 2 | SUG 3 | FSW 1 | FSW 2 | FSW 3 | MOT 1 | MOT 2 | MOT 3 | 8位* | 5*       |

## 関連人物
- 塩川洋介 - 元ディライトワークスクリエイティブオフィサー・第1制作部「DELiGHTWORKS SWALLOWTAIL Studios」ゼネラルマネージャー、現・ファーレンハイト213株式会社代表取締役
- 直良有祐 - IZM designworks代表取締役、元DELiGHT Art WorksおよびDELiGHT Graphic Worksクリエイティブオフィサー、現・ラセングル所属
- 小野義徳 - 元ディライトワークス代表取締役社長COO。現・ラセングル代表取締役社長